# Kebba Ceesay
Kebba Ceesay, uttalas Cissé, född 14 november 1987 i Bakau, Gambia, är en gambisk-svensk tidigare fotbollsspelare. Ceesay har representerat tidigare Gambias landslag.

## Karriär
Ceesay fostrades i IK Brage, där han var tongivande i dåvarande tredje högsta serien division 2. Det var i IK Brage han fick sitt genombrott som seniorspelare. Han blev utsedd till Årets Serik 2006 av Serik Fans.
Han värvades till Djurgårdens IF inför säsongen 2007 via ett kontrakt till och med säsongen 2010, som senare förlängdes. Ceesay spelade högerback i 2007 års första allsvenska U21-match.
Ceesay debuterade för Djurgårdens IF:s A-lag och samtidigt i Allsvenskan den 13 augusti 2007, 19 år gammal, i derbymatchen mot Hammarby IF. Djurgården vann matchen, som spelades på Råsundastadion med hemmaplan för DIF, med 1–0. Ceesay spelade hela matchen som högerback. Till och med säsongen 2011 var Ceesays position nästan alltid högerback.
I september 2010 debuterade Ceesay för Gambias landslag i segermatchen (3–1) mot Namibia i kvalet till Africa Cup of Nations.
Sommaren 2012 lämnade Ceesay Djurgården för spel i polska Lech Poznań. 2015 blev han polsk mästare. I juli 2016 återvände Ceesay till Djurgårdens IF, där han skrev på ett 2,5-årskontrakt.
Den 21 mars 2017 värvades Ceesay av Dalkurd FF, där han skrev på ett tvåårskontrakt. I november 2018 värvades Ceesay av IK Sirius, där han skrev på ett treårskontrakt. Den 25 augusti 2020 lånades Ceesay ut till Helsingborgs IF på ett låneavtal över resten av säsongen.
I mars 2021 gick Ceesay till nyblivna Superettan-klubben Vasalunds IF.
Efter säsongen 2021 valde Ceesay att avsluta spelarkarriären, för att istället inleda en civil karriär som företagssäljare på Bilia. I juni 2022 återvände han till fotbollen för spel i division 2-klubben United IK Nordic. Under säsongen 2023 spelade Ceesay för IFK Haninge.

## Personligt
Ceesay föddes i Gambia och flyttade till Sverige vid 13 års ålder. Han började först då att spela organiserad fotboll i klubb.

## Meriter
- U21-landskamper

## Spelarstatistik: seriematcher och mål
- 2012: 13 / 0, efter omgång 17
- 2007–2011: 89 / 1
- 2011: 25 / 0
- 2010: 27 / 0
- 2009: 26 / 1
- 2008: 7 / 0
- 2007: 4 / 0
- 2006: 21 / 0[11]